# Übereinkommen zur Bekämpfung widerrechtlicher Handlungen gegen die Sicherheit der Seeschifffahrt
Das Übereinkommen zur Bekämpfung widerrechtlicher Handlungen gegen die Sicherheit der Seeschifffahrt (englisch Convention for the Suppression of Unlawful Acts against the Safety of Maritime Navigation, kurz SUA) ist eine Konvention im Zuständigkeitsbereich der Internationalen Seeschifffahrts-Organisation,  mit der sich die unterzeichnenden Staaten verpflichteten, bestimmtes Verhalten, das die Sicherheit der Seeschifffahrt bedrohen kann, zu verbieten und zu bestrafen.

## Inhalt
Das Übereinkommen basiert auf dem 1971 geschlossenen Übereinkommen zur Bekämpfung widerrechtlicher Handlungen gegen die Sicherheit der Zivilluftfahrt und dem Übereinkommen zur Bekämpfung der widerrechtlichen Inbesitznahme von Luftfahrzeugen und kriminalisiert ähnliches Verhalten in der Seeschifffahrt.
Das Übereinkommen kriminalisiert folgendes Verhalten:
1. Übernahme der Kontrolle über ein Schiff durch Gewalt oder Androhung von Gewalt.
2. Verübung einer Gewalttat, die die Sicherheit des Schiffes gefährdet, gegen eine Person auf einem Schiff.
3. Zerstörung oder Beschädigung eines Schiffes oder seiner Ladung in einer Weise, die die sichere Fahrt des Schiffes gefährdet.
4. Deponierung eines Gerätes oder einer Substanz auf einem Schiff, die wahrscheinlich zur Zerstörung oder zur Beschädigung des Schiffes oder seiner Ladung geeignet ist.
5. Zerstörung oder Beschädigung der Navigationseinrichtungen eines Schiffes oder die Störung ihres Betriebes, so dass die Sicherheit des Schiffes gefährdet wird.
6. Übermittlung von bekanntermaßen falschen Informationen, zur Beeinträchtigung der Sicherheit der Navigation des Schiffes.
7. Verletzungen oder Tötung einer Person bei Begehung der Taten 1–6.
8. Versuch der Verletzung oder Tötung einer Person bei Begehung der Taten 1–7.
9. Mittäterschaft bei den Taten 1–8.
10. Nötigung Dritter zur Begehung von Taten 1–9.

Das Übereinkommen legt den Grundsatz der aut dedere aut judicare (lateinisch für: „ausliefern oder [selbst] verfolgen“) fest.  Ein Staat als Vertragspartei des Abkommens muss entweder
- eine Person, die eine der Straftaten begeht, selbst verfolgen, oder
- sie auf Verlangen eines anderen Staates, der die Straftat verfolgen möchte, ausliefern.

## Beschlussfassung und Inkrafttreten
Das Übereinkommen wurde von der Internationalen Konferenz über die Bekämpfung widerrechtlicher Handlungen gegen die Sicherheit der Seeschifffahrt in Rom am 10. März 1988 angenommen. In Kraft getreten ist die Konvention am 1. März 1992, nachdem diese von 15 Staaten ratifiziert wurde.

## Vertragsstaaten
Seit 2013 hat das Übereinkommen 161 Vertragsstaaten, davon 159 UN-Mitgliedsstaaten und die Cook Islands sowie Niue. Die 161 Staaten repräsentieren 94,7 Prozent der Bruttotonnage der weltweit Handelsflotten.